# Maciej Nowak (krytyk)
Maciej Nowak (ur. 17 grudnia 1964 w Warszawie) – polski krytyk teatralny i kulinarny, animator kultury.

## Życiorys
Jest synem Alfreda Nowaka, byłego członka PZPR i konsula w Leningradzie. Uczył się w Liceum Ogólnokształcącym im. Klementa Gottwalda w Warszawie oraz II Liceum Ogólnokształcącym im. Stefana Batorego w Warszawie, które ukończył w 1983. W latach 1983–1988 studiował historię sztuki na Uniwersytecie Warszawskim, jednak studiów nie ukończył. W wieku dwudziestu pięciu lat został zatrudniony przez minister kultury i sztuki Izabellę Cywińską w ministerialnej komisji do spraw teatru. Swoje pierwsze recenzje zaczął publikować od 1983 na łamach „Sztandaru Młodych”, miesięcznika „Teatr”. W latach 1988–1989 w redakcji „Pamiętnika Teatralnego”. W latach 1990–1992 twórca i redaktor naczelny „Gońca Teatralnego”, w latach 1994–2005 „Ruchu Teatralnego” oraz portalu e-teatr.pl (2003–2013).
Dyrektor Centrum Edukacji Teatralnej w Gdańsku (1991–2012) oraz Nadbałtyckiego Centrum Kultury (1993–2000). W latach 2000–2006 dyrektor naczelny i artystyczny gdańskiego Teatru Wybrzeże, który w tym czasie stał się jedną z najżywiej komentowanych polskich scen, miejscem debiutów i sukcesów grupy młodych reżyserów: Grażyny Kani, Agnieszki Olsten, Moniki Pęcikiewicz, Pawła Demirskiego, Jana Klaty, Wojciecha Klemma, Grzegorza Wiśniewskiego oraz Michała Zadary. W 2003 założyciel i do końca 2013 dyrektor Instytutu Teatralnego im. Zbigniewa Raszewskiego w Warszawie. Twórca „Niekabaretu Maćka Nowaka”.
W 2015 został zastępcą dyrektora ds. artystycznych Teatru Polskiego w Poznaniu.
Od 1995 publikuje na łamach „Gazety Wyborczej”, w latach 1997–2000 kierownik działu kultury, w stołecznym dodatku „Co Jest Grane?” prowadzi rubrykę kulinarną. W programie Dzień dobry TVN prowadził cotygodniowy cykl „Podróżnik kulinarny” (2007–2013), a w TVP2 program Wszystko o kulturze (2011–2014). Od 2013 juror programu „Top Chef” w Polsacie. W 2014, w Polskim Radio RDC, współprowadził „Homolobby” audycję o tematyce LGBT (z redakcji odszedł na znak protestu wobec dyscyplinarnego zwolnienia redaktor naczelnej Ewy Wanat), a w Programie II Polskiego Radia cykl rozmów o 250-leciu teatru publicznego. Narrator serialu historycznego „250 minut teatru polskiego” dla TVP1. Publikował m.in. w „Krytyce Politycznej”, „Przekroju”, „Rzeczpospolitej”, autor licznych artykułów o historii teatru wydanych w tomach posesyjnych. W 2015 wydawnictwo Czarne opublikowało wywiad-rzekę ..Maciej Nowak. Mnie nie ma...
W 2001 na łamach Gazety Wyborczej zadeklarował, że jest gejem.

## Nagrody i odznaczenia
- 2014: Krytyk kulinarny roku według JemRadio.pl za „uczciwie subiektywne opinie i kwiecistość języka”[12]
- 2014: nominacja do Wiktorów 2013 w kategoriach odkrycie roku oraz osobowość telewizyjna
- 2005: Brązowy Medal „Zasłużony Kulturze Gloria Artis”[13]
- 2004: Nagroda specjalna marszałka woj. pomorskiego z okazji Międzynarodowego Dnia Teatru za festiwale teatralne „Saisson Russe” i „Dajmy Czechom i Słowakom dostęp do morza”[14]
- 2001: Nagroda im. Leona Schillera dla redakcji „Ruchu Teatralnego”[13]
- 1997: Nagroda Miasta Gdańska w Dziedzinie Kultury „Splendor Gedanensis”[15]
- 1996: Nagroda Teatralna Wojewody Gdańskiego za rok 1995 za powołanie i redagowanie „Ruchu Teatralnego”[14]
- 1996: Nagroda Gdańskiego Towarzystwa Przyjaciół Sztuki za upowszechnianie kultury, za działania integrujące środowiska kulturalne i sztuki krajów nadbałtyckich[14]
- 1990: Nagroda Artystyczna Młodych im. Stanisława Wyspiańskiego

## Filmografia
- 2014: Chleb, teledysk do piosenki Mister D. (Doroty Masłowskiej) – obsada aktorska (jako Jego Stara)
- 2010: Noc życia – obsada aktorska
- 2009: Niania – obsada aktorska (jako producent, odc. 126)
- 2008: Boisko bezdomnych – obsada aktorska
- 2008: Serce na dłoni – obsada aktorska (jako szef Stefana)
- 2002: Segment ’76 – obsada aktorska (jako policjant)

## Telewizja
- 2009–2010: Dzień dobry TVN I–II edycja programu „Gotuj o wszystko” – juror programu[16][17]
- Dzień dobry TVN: autorskie felietony „Podróże kulinarne Macieja Nowaka”[18]
- 2013–2018: Polska edycja „Top Chef”, juror programu